# Ana Luiza Prado Bastos
Ana Luiza Prado Bastos, nasceu dia 24/08/1898 em Cuiabá, foi professora e escritora Mato-Grossense, formou-se 
professora em 1917 e possui a cadeira de número 27 na Academia Mato-Grossense de Letras.

## Homenagem
Em Cuiabá possui uma escola em sua homenagem
- EMEB Ana Luiza Prado Bastos[3]

## Referência
1. ↑  «Academia Mato-Grossense de Letras». www.academiamtdeletras.com.br. Consultado em 9 de agosto de 2024
2. ↑  BARRETO, NEILA (4 de outubro de 2019). «Ana Luíza Prado Bastos: primeira mulher a ocupar uma cadeira na A.M.L». HiperNotícias - Você bem informado. Consultado em 9 de agosto de 2024
3. ↑  «Emeb Ana Luiza Prado Bastos em Cuiabá, MT». Escolas.com.br. Consultado em 10 de agosto de 2024